# Munro Kerr Mountains
Die Munro Kerr Mountains sind eine Gebirgsgruppe an der Ingrid-Christensen-Küste des ostantarktischen Prinzessin-Elisabeth-Lands. Die Gipfel der Gruppe ragen an der Nordostflanke des Amery-Schelfeises auf.
Die erste Sichtung des Gebirges geht vermutlich auf Teilnehmer der British Australian and New Zealand Antarctic Research Expedition (1929–1931) am 9. Februar 1931 zurück. Der australische Polarforscher Douglas Mawson, Leiter der Forschungsreise, benannte es nach Konteradmiral William Munro Kerr (1876–1959), damaliger First Naval Member and Chief of the Australian Naval Staff der Royal Australian Navy.